# Членство Украины в международных организациях
Эта статья содержит список международных организаций, членом или наблюдателем которых является Украина. Информация о них содержится в едином государственном перечне. На 1 июля 2020 года в нём находилась 81 организация.

## Организации, в которые может в будущем вступить Украина
Украина является также потенциальным кандидатом в следующие организации:
- Центрально-европейская ассоциация свободной торговли (CEFTA)

см.: Ukraine, Croatia broaden ties Архивная копия от 30 июня 2008 на Wayback Machine
- Организация Североатлантического договора (НАТО)

см.: План действий по членству в НАТО, Расширение НАТО и программы НАТО: Совет Евро-Атлантического Сотрудничества, Партнёрство во имя мира
- Европейский союз

см.: Европейская политика соседства, Украина и Европейский союз